# Liste du patrimoine mondial en Dominique
Cet article recense les sites inscrits au patrimoine mondial en Dominique.

## Statistiques
La Dominique ratifie la Convention pour la protection du patrimoine mondial, culturel et naturel le 4 avril 1995. Le premier site protégé est inscrit en 1997.
En 2015, la Dominique compte 1 site inscrit au patrimoine mondial,  1 naturel. 
Le pays a également soumis 3 sites à la liste indicative, 1 culturel et 2 naturels.

## Listes

### Patrimoine mondial
Le site suivant est inscrit au patrimoine mondial.
| Id. | Bien                                | Paroisse     | Année | Superficie (ha) | Critères et notes    | Coordonnées                  | Illus. |
| --- | ----------------------------------- | ------------ | ----- | --------------- | -------------------- | ---------------------------- | ------ |
| 814 | Parc national de Morne Trois Pitons | Saint-George | 1997  | 6 857           | Naturel, (viii), (x) | 15° 16′ 01″ N, 61° 16′ 59″ O |        |

### Liste indicative
Les biens suivants sont inscrits sur la liste indicative du pays au début 2024. Les noms fournis par la Dominique sont en anglais : la traduction en français est donnée ici à titre indicatif.
| Id.  | Bien                                    | Paroisse(s)                                         | Année | Critères et notes    | Coordonnées                  | Illus. |
| ---- | --------------------------------------- | --------------------------------------------------- | ----- | -------------------- | ---------------------------- | ------ |
| 6020 | Fort Shirley (en)                       | Saint John                                          | 2015  | Culturel, (ii), (iv) | 15° 34′ 59″ N, 61° 28′ 23″ O |        |
| 6021 | Parc national du Morne Diablotin        | Saint-Andrew, Saint John, Saint-Joseph, Saint-Peter | 2015  | Naturel, (vii), (x)  | 15° 30′ N, 61° 24′ O         |        |
| 6022 | Réserve marine de Soufrière-Scotts Head | Saint-Mark                                          | 2015  | Naturel, (vii), (x)  | 15° 13′ 30″ N, 61° 22′ 08″ O |        |